# Карло Річчетеллі
Карло Річчетеллі (італ. Carlo Riccetelli, нар. 2 січня 1962, Віковаро) — італійський футболіст, що грав на позиції воротаря за нижчолігові італійські клубні команди, а також юнацьку збірну Італії.

## Клубна кар'єра
Народився 2 січня 1962 року в місті Віковаро. Вихованець футбольної школи клубу «Рома». У складі молодіжної команди «вовків» 1981 року став переможцем престижного Турніру Віареджо.
Захищав ворота молодіжної команди «Роми» до 1983 року, коли, не маючи реальних шансів пробитися до основної команди столичного клубу, уклав контракт з «Тренто», представником Серії C1. Утім і на рівні третього італійського дивізіону не став основним воротарем, провівши за сезон лише 7 матчів чемпіонату.
Перший досвід постійних виступів у дорослому футболі отримав лише перейшовши 1984 року до «Пістоєзе», команди четвертого дивізіону. Тут йому вдалося видати вражуючу серію із 34 ігор, в яких суперникам вдалося лише 11 разів вразити його ворота. Найдовша ж повністю «суха» серія під час цього періоду перевищила 800 хвилин ігрового часу.
Сезон 1987/88 провів захищаючи кольори третьолігового клубу «Луккезе-Лібертас», після чого знову повернувся до четвертої за силою Серії C2, ставши гравцем «Віз Пезаро». У його складі якого провів наступні п'ять сезонів своєї кар'єри гравця, включачи один сезон у Серії C1. На цьому рівні італійської футбольної піраміди знову був серед найнадійніших голкіперів. У сезоні 1989/90 суперники протягом 1192 хвилин ігрового часу не могли вразити його ворота.
Протягом сезону 1994/95 грав за «Катанію» в аматорському чемпіонаті Італії, допомігши команді здобути підвищення в класі до Серії C2.
1995 року перейшов до лав вищолігової «Брешії». Утім у команді Мірчі Луческу був гравцем глибокого резерву і лише декілька разів включався до її заявки на офіційні матчі.
Завершував ігрову кар'єру у четвертому дивізіоні, граючи протягом 1996—1997 років за «Джорджоне».

## Виступи за збірну
1981 року у статусі основного воротаря юнацької збірної Італії (U-20) поїхав на тогорічний молодіжний чемпіонат світу. Пропустив п'ять голів у стартових двох матчах турніру, і на третю гру групового етапу тренерський штаб збірної виставив в основі резервного голкіпера Джуліо Драго.

## Титули і досягнення
- Переможець Турніру Віареджо: 1981